# شهرستان فولتن (ایلینوی)
شهرستان فولتن، ایلینوی (به انگلیسی: Fulton County, Illinois) یک سکونتگاه مسکونی در ایالات متحده آمریکا است که در ایلینوی واقع شده‌است.

## نگارخانه

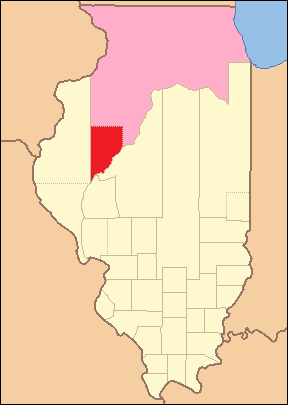
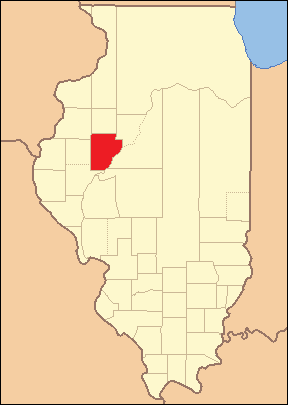